# Грёнкьер, Йеспер
Йе́спер Грёнкьер (дат. Jesper Grønkjær; род. 12 августа 1977[…], Нуук) — датский футболист. Грёнкьер отличался высокой скоростью, мог сыграть на позиции флангового нападающего или крайнего полузащитника на любом из флангов, или под нападающим. За сборную Дании провел 80 матчей, в которых забил 5 голов. В составе сборной принял участие в Евро-2000, Евро-2004 и чемпионатах мира 2002 и 2010 года. Завершил карьеру в клубе «Копенгаген» в возрасте 33 лет.

## Клубная карьера

### «Ольборг» и «Аякс»
Йеспер рос в городе Тистед, здесь же, в местном одноимённом клубе, и началась его карьера футболиста. Тогда он мог стать футболистом или бегуном, но выбрал первое. В 1995 году Грёнкьер перешёл в стан «Ольборга», на тот момент — действующего чемпиона Дании. К тому моменту Йеспер уже регулярно играл за молодёжную сборную Дании. За «Ольборг» он провёл больше 100 матчей, в том числе принял участие в розыгрыше Лиги чемпионов 1995/96, ставшего для его клуба крайне неудачным — команда набрала лишь 4 очка и завершила отбор на последнем месте в группе. Тем не менее, игра Грёнкьера привлекла к нему внимание со стороны ведущих европейских клубов. В результате, в октябре 1997 года Йеспер перешёл в амстердамский «Аякс» за 3,5 млн фунтов. Под руководством своего соотечественника Мортена Ольсена, Грёнкьер выиграл чемпионат Нидерландов в 1998, а также дважды подряд завоевал Кубок Нидерландов — в 1998 и 1999 году. Игра Йеспера привела к тому, что он был признан игроком года по версии болельщиков клуба.

### «Челси»
В октябре 2000 года Грёнкьер перешёл за 7,5 млн фунтов в лондонский «Челси», став самым дорогим датским футболистом, а его контракт стал одним из наиболее выгодных среди предлагавшихся ранее датским игрокам. Тем не менее, его дебют состоялся лишь в январе 2001, когда он оправился от полученной ранее травмы. С этого момента Йеспера постоянно преследовали различные повреждения, что негативно сказывалось на его игровой форме. Нестабильная игра Грёнкьера нередко вызывала недовольство главного тренера «Челси» Клаудио Раньери и фанатов «синих». Тем не менее, будучи в форме, Грёнкьер мог с легкостью проходить даже самых сильных защитников, создавая опасные моменты для себя и своих одноклубников.
Ярким примером этого может быть игра против «Ливерпуля» в заключительном матче сезона 2002/03, когда его мяч и голевая передача позволили «Челси» обойти в турнирной таблице «мерсисайдцев» и занять четвёртое место, позволявшее принять участие в квалификационном раунде Лиги чемпионов 2003/04.
В четвертьфинале того розыгрыша Лиги чемпионов «Челси» противостоял другой английский клуб, «Арсенал». Сыграв первую игру на «Стэмфорд Бридж» со счётом 1:1, «синие» минимально проигрывали по ходу ответной встречи на «Хайбери». Однако, после выхода Грёнкьера вместо Скотта Паркера, «Челси» смог не только отыграться усилиями Фрэнка Лэмпарда, но и за несколько минут до финального свистка вырвать победу благодаря голу Уэйна Бриджа. В полуфинале против «Монако» Грёнкьер уже сам отметился забитым голом, но это не помогло его клубу пройти в финал — «Монако» победил по сумме двух встреч со счётом 5:3. Йеспер продолжил забивать голы, принеся своей команде важную ничью в выездном матче против «Манчестер Юнайтед» в предпоследнем туре чемпионата Англии 2003/04, а в последней игре сезона против «Лидс Юнайтед» поразил ворота соперников головой, принеся «Челси» победу с минимальным счётом.

### Конец европейской карьеры
Перед стартом Евро-2004, главный тренер «Челси» Клаудио Раньери был уволен со своего поста. Вместе с ним, команду покинул и Грёнкьер, перед началом нового сезона присоединившийся к другому английскому клубу, «Бирмингему». Однако его пребывание в клубе было недолгим и неудачным. Плохо начав сезон, Грёнкьер так и не смог адаптироваться в новом клубе и помочь ему вести борьбу за выживание. Йеспер не смог набрать оптимальную форму, забив за «Бирмингем» лишь один гол в игре против «Линкольн Сити» в рамках Кубка лиги.
В январе 2005 состоялся его переход в мадридский «Атлетико» за 2,5 млн фунтов. Неудачи в игре и травмы продолжали преследовать Йеспера и здесь, поэтому летом ему вновь пришлось сменить клуб — уже третий раз за два года.
Летом 2005 года Йеспер вместе со своим напарником по сборной Йон-Даль Томассоном, перешёл в «Штутгарт», ведомый Джованни Трапаттони. Несмотря на поставленные высокие цели, клуб прочно засел в середине турнирной таблицы. Неоправдавшиеся надежды игроков привели к тому, что уже в начале следующего года, после 12 ничьих в 20 сыгранных матчах, Грёнкьер и Томассон раскритиковали методы работы Трапаттони, обвинив его в нежелании исповедовать атакующий футбол. Желая показать свою власть над подопечными, перед следующей игрой Трапаттони оставил обоих на скамейке запасных, но уже на следующий день был уволен. По окончании сезона Томассон и Грёнкьер также покинули «швабов». Йеспер, как и предполагалось, вернулся на родину, присоединившись к «Копенгагену».

### «Копенгаген»
Грёнкьер был представлен в качестве игрока действующего чемпиона Дании 23 июня 2006 года. Предполагалось, что Йеспер поможет своему клубу успешно выступить в очередном розыгрышеЛиги чемпионов, но уже в сентябре, по ходу встречи с «Бенфикой», он получил травму паха, которая оставила его вне игры на два месяца. Йеспер восстановился от травмы и смог принять участие в кубковом матче против «Эсбьерга» в ноябре 2006. 6 декабря, в домашней игре против «Селтика», Йеспер забил свой второй гол в Лиге чемпионов, и помог родному клубу одержать победу со счётом 3:1.
Следующие два сезона из-за различных травм Грёнкьер редко появлялся на поле. Особенно сказались осложнения после операции на травмированном колене летом 2008 года, оставившие его без футбола практически на весь следующий сезон. Лишь в январе 2009 Йеспер смог восстановиться от последствий операции и начать тренироваться с остальными игроками. Несмотря на то, что Грёнкьер был одним из самых старших игроков «львов», он смог вновь получил место в стартовом составе, показывая при этом хорошую игру и составив мощную связку на фланге с защитником Оскаром Вендтом.
26 мая 2011 года Грёнкьер объявил о завершении карьеры по окончании сезона. К этому его подтолкнули постоянные травмы. «Я хочу жить без постоянного чувства боли» — заявил игрок.

## Карьера в сборной
Дебют Грёнкьера в составе молодёжной сборной Дании состоялся в октябре 1992 года, ещё во время его выступлений за «Тистед». На чемпионате Европы 1994 года среди юношей до 16 лет, Йеспер сыграл 6 матчей, в которых отметился дублем во время группового этапа, принеся победу Дании против сверстников из Швейцарии, а также забив гол в 1/4 финала против сборной Беларуси. Его команда дошла до финала, но проиграла Турции и заняла 2 место. Игра Грёнкьера принесла ему титул лучшего молодого футболиста Дании в 1995 году.
Дебют Йеспера за основную сборную состоялся сразу после его перехода в «Аякс» — 27 марта 1999 года в отборочной игре к Евро-2000 против сборной Италии. Йеспер «отличился» уже на первой минуте, отдав мяч форварду итальянцев Филиппо Индзаги, который открыл счёт в матче. Италия выиграла со счётом 2:1. Несмотря на неудачную первую игру, в дальнейшем Грёнкьер играл важную роль в команде Бу Юханссона, приняв участие в трех играх на Евро-2000.
Позднее, Йеспер играл ключевую роль в команде Мортена Ольсена, сыграв во всех четырёх матчах сборной на чемпионате мира 2002 года, а также забив победный гол в ворота сборной Норвегии, позволивший квалифицироваться Дании на чемпионат Европы 2004 года в Португалии, где он принял участие в трех матчах своей команды, пропустив лишь одну игру из-за смерти матери.
Последним международным турниром Грёнкьера стал чемпионат мира 2010 года в ЮАР. После вылета Дании из этого соревнования, Грёнкьер заявил о завершении карьеры в сборной.

## Достижения
Командные
«Аякс»
- Обладатель Кубка Нидерландов: 1998
- Итого: 1 трофей

«Копенгаген»
- Чемпион Суперлиги (4): 2006/07, 2008/09, 2009/10, 2010/11
- Обладатель Кубка Дании: 2009
- Итого: 5 трофеев

Личные
- Лучший молодой футболист Дании: 1995
- Лучший игрок чемпионата Дании: 2007
- Итого: 2 награды

## Голы за сборную
| № | Дата                 | Место проведения игры | Соперник  | Гол | Итоговый результат | Турнир                   |
| - | -------------------- | --------------------- | --------- | --- | ------------------ | ------------------------ |
| 1 | 25 апреля 2001 года  | Копенгаген (Дания)    | Словения  | 1:0 | 3:0                | Товарищеский матч        |
| 2 | 26 мая 2002 года     | Вакаяма (Япония)      | Тунис     | 1:0 | 2:1                | Товарищеский матч        |
| 3 | 7 июня 2003 года     | Копенгаген (Дания)    | Норвегия  | 1:0 | 1:0                | Квалификация к Евро-2004 |
| 4 | 20 августа 2003 года | Копенгаген (Дания)    | Финляндия | 1:0 | 1:1                | Товарищеский матч        |
| 5 | 18 июня 2004 года    | Брага (Португалия)    | Болгария  | 2:0 | 2:0                | Евро-2004                |